# Ramelsloh
Ramelsloh ist ein Ort in der Gemeinde Seevetal im Landkreis Harburg in Niedersachsen rund 30 km südlich von Hamburg in der nördlichen Lüneburger Heide und hat 2047 Einwohner (Stand November 2022).

## Geschichte

Ortseingang mit Kirche

Ramelsloh gehört zu den ältesten Orten der Gemeinde. Er wurde erstmals im Jahre 845 schriftlich erwähnt, als der hamburgische Bischof Ansgar auf der Flucht vor Wikingern den heutigen Ort Ramelsloh erreichte. Er hat hier ein mittelalterliches Stift gegründet. Das heutige Kirchengebäude stammt aus dem 19. Jahrhundert. In Ramelsloh gibt es ein Gewerbegebiet und ein kleines Einkaufszentrum.
Seit dem 1. Juli 1972 gehört Ramelsloh zur Gemeinde Seevetal.
Im Jahr 1987 wurde für die niederländischen NATO-Streitkräfte bei Ramelsloh ein „vorgeschobenes Nachschubdepot“ errichtet. Der Ramelsloher Friedensinitiative gelang es, durch Grundstückskäufe ein geplantes Treibstofflager zu verhindern. Der Friedensinitiative schlossen sich unter anderem Michail Gorbatschow und der Nobelpreisträger George Wald an.

## Verkehr
Ramelsloh ist Anschlussstelle der Autobahn A 7 zwischen Hamburg und Hannover. Es bestehen mehrmals täglich Busverbindungen des KVG Stade nach Hittfeld und Maschen, wo jeweils Anschluss an Regionalzüge des Metronom Richtung Hamburg besteht. Morgens verkehren zudem Schulbusse nach Buchholz, Hittfeld und Winsen, die für jedermann freigegeben sind.
Westlich von Ramelsloh verläuft die Bahnstrecke Buchholz–Hamburg-Allermöhe.

## Politik

### Ortsrat
Der Ortsrat, der die Seevetaler Ortsteile Ramelsloh, Ohlendorf und Holtorfsloh gemeinsam vertritt, setzt sich aus elf Mitgliedern zusammen. Die Ratsmitglieder werden durch eine Kommunalwahl für jeweils fünf Jahre gewählt.
Bei der Kommunalwahl 2021 ergab sich folgende Sitzverteilung:
| Ortsrat 2021Insgesamt 11 Sitze - SPD: 2 - Grüne: 2 - FWG: 1 - FDP: 1 - CDU: 5 | Ortsratswahl 2021Wahlbeteiligung: 63,8 % 50403020100 48,8 %20,4 %17,9 %6,9 %6,1 % CDUGrüneSPDFWGdFDPAnmerkungen:d Freie-Wähler-Gemeinschaft Landkreis Harburg e. V. |

### Ortsbürgermeister
Ortsbürgermeister von Ramelsloh/Ohlendorf/Holtorfsloh ist seit November 2016 Norbert Wilezich (CDU).

## Vereine und kulturelle Einrichtungen
- MTV Ramelsloh von 1914 e. V.
- DRK-Ortsverein Ramelsloh
- Freiwillige Feuerwehr Ramelsloh
- Schützenverein Ramelsloh
- Spielmannszug Ramelsloh
- Tennisclub Ramelsloh
- Faslamsclub Ramelsloh
- Skulpturenpark der Gernot-Huber-Stiftung